# ルイス・ロハス (サッカー選手)
ルイス・ホセ・エステバン・ロハス・サモラ（Luis José Esteban Rojas Zamora, 2002年3月6日 - ）は、チリ・首都州サンベルナルド出身のサッカー選手。セリエC・FCクロトーネ所属。ポジションはMF。

## クラブ経歴
2020年にクルブ・ウニベルシダ・デ・チレのトップチームに昇格し、同年シーズンは3試合に出場。同年9月10日にFCクロトーネと契約。2020-21シーズンはセリエAで7試合に起用されるも、チームは19位に終わり、1年でセリエBに降格。
2022年1月31日、ボローニャFCに2021-22シーズン終了までのローン移籍で加入した。

## 代表経歴
2019年にU-17のチリ代表として南米U-17選手権に出場。準優勝に輝いた。